# Illustere school en Collegium Auriacum te Breda

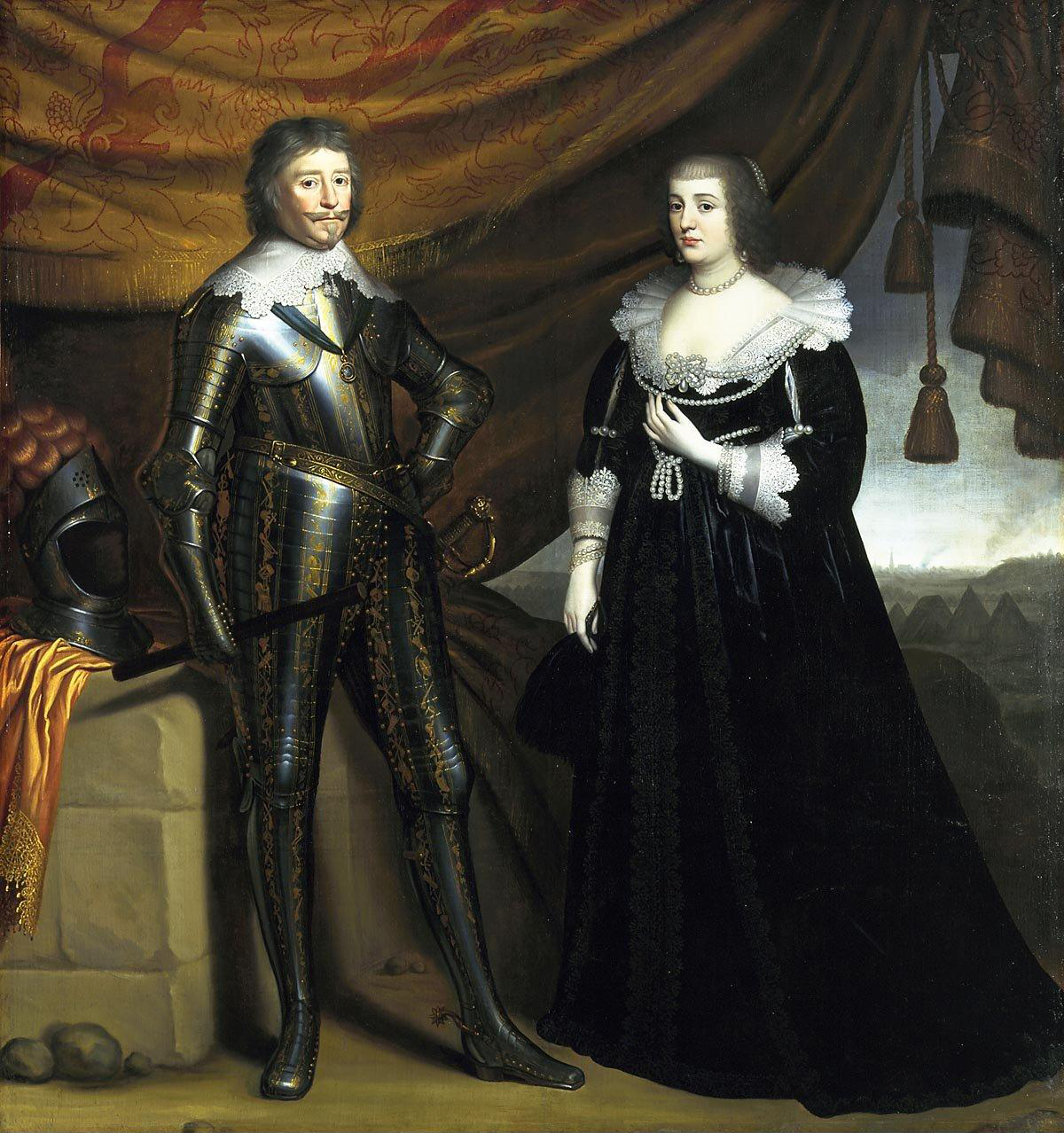
Portret van Frederik Hendrik en Amalia van Solms door Gerard van Honthorst, ± 1637-1638. Honthorst kreeg onder meer ook opdrachten van de Engelse koning Charles I, die hem het Engelse staatsburgerschap verleende en een jaarlijks pensioen

 De Illustre Schole ende Collegium Auriacum tot Breda (Scola Illustris et Collegium Auriacum; Hooghe School en het Oranjisch Collegie te Breda) was een instelling voor universitair onderwijs, die korte tijd, van 1646 tot 1669, in Breda heeft bestaan. In 1637 was Breda ten derden male, en nu definitief, heroverd door de Republiek onder leiding van de stadhouder Frederik Hendrik. Dit succes vormde ook een persoonlijke genoegdoening voor de prins, voor wie de baronie Breda het bijzondere erfgoed van zijn geslacht vormde. De stad mocht nu enigszins in haar oude luister worden hersteld. De prins wenste hier een protestants cultuurcentrum voor Brabant te vestigen.

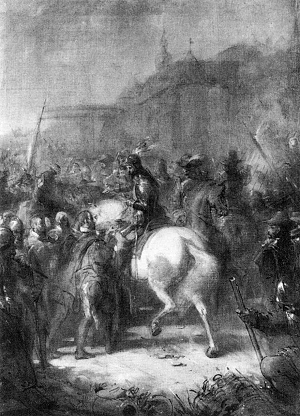
De overgave van Breda na het beleg door Frederik Hendrik in 1637, naar een olieverfschilderij van Johannes Hinderikus Egenberger (1822–1897), ca. 1860

 Het initiatief ging mede uit van de geleerde protestantse predikant Lodewijk Gerarduszoon van Renesse (1599-1671), die eerder al had  meegewerkt aan de Statenvertaling. Hij had vervolgens als veldpredikant in het Staatse leger gewerkt en was aanwezig geweest bij de herovering van Breda. Sinds 1638 ijverde hij in de stad en omgeving, de baronie van Breda, voor de calvinistische zaak. Hij verkreeg daarbij van de prins alle steun tot oprichting ter plaatse van een Illustere school, die beursstudenten zou opleiden tot het ambt van dominee, alsmede meer aanzienlijke jongelui tot bestuursdienst en krijgsdienst. Voor de algehele financiering zorgde de prins, uit eigen middelen van hemzelf en zijn echtgenote. Uit de stadhouderlijke bibliotheek van de Oranjes, berustende in het kasteel van Breda, stond de prins bovendien meer dan 200 boeken af. Er werd een breed universitair programma  gedoceerd: theologie, geneeskunde, rechten, wiskunde en filosofie; voorts werden nog de volgende hulpvakken gedoceerd: plantkunde, geschiedenis, Grieks en Hebreeuws. Er waren ook een rijschool en (evenals in Leiden) een schermschool aan het instituut verbonden. Deze toegevoegde vakken hadden, zoals gedeeltelijk ook de wiskunde, vooral een militaire betekenis.
Voorts werd aan dit athenaeum illustre een internaat (of hospitium)  verbonden dat Collegium Auriacum (College van Oranje, Oranjecollege) heette, naar voorbeeld van het Statencollege te Leiden. Als rector magnificus en regent van dit college gaf Van Renesse theologisch onderwijs en zag hij daarnaast toe op het wel en wee van de studenten.

## Opening
Het prestigieuze instituut werd gevestigd in de gebouwen van het voormalige norbertinessenklooster Sint-Catharinadal. De professoren woonden zelf ook in het complex, dat daardoor een kleine campus vormde. De plechtige opening (inauguratio) vond plaats op 16 en 17 september 1646 in de Grote Kerk, waarvan Van Renesse al de predikant was. Zij werd opgeluisterd met de hoge aanwezigheid van de echtgenote van prins Frederik Hendrik, gravin Amalia van Solms. Als rector van het curatorium hield de Leidse honorair hoogleraar in de theologie, tevens predikant van de Hofkerk te 's-Gravenhage, André Rivet, de openingsrede.
Het driehoofdige curatorium werd gevormd door zeer naaste vertrouwenspersonen uit de omgeving van de prins. Naast Rivet maakte ook de secretaris van de prins, Constantijn Huygens, er deel van uit. De familie Huygens had een band met Breda. In maart 1647 schreef Constantijns 17-jarige zoon Christiaan zich in bij dit Oranjecollege, om er zijn rechtenstudie voort te zetten (tot augustus 1649). Christiaan woonde in huis bij de uit het Nassause afkomstige hoogleraar in de rechten, Jan Henryk Dauber (1600-1672). Tevens zette hij er privé zijn studie in de wiskunde voort, in welk vak hij reeds een virtuoos bleek te zijn. Op advies van zijn vader begon hij ook een briefwisseling met de Franse wiskundige Mersenne. Gelijktijdig deed ook Christiaans jongere broer Lodewijk zijn studie in Breda, en vervolgens ook hun jongste broer Philips.

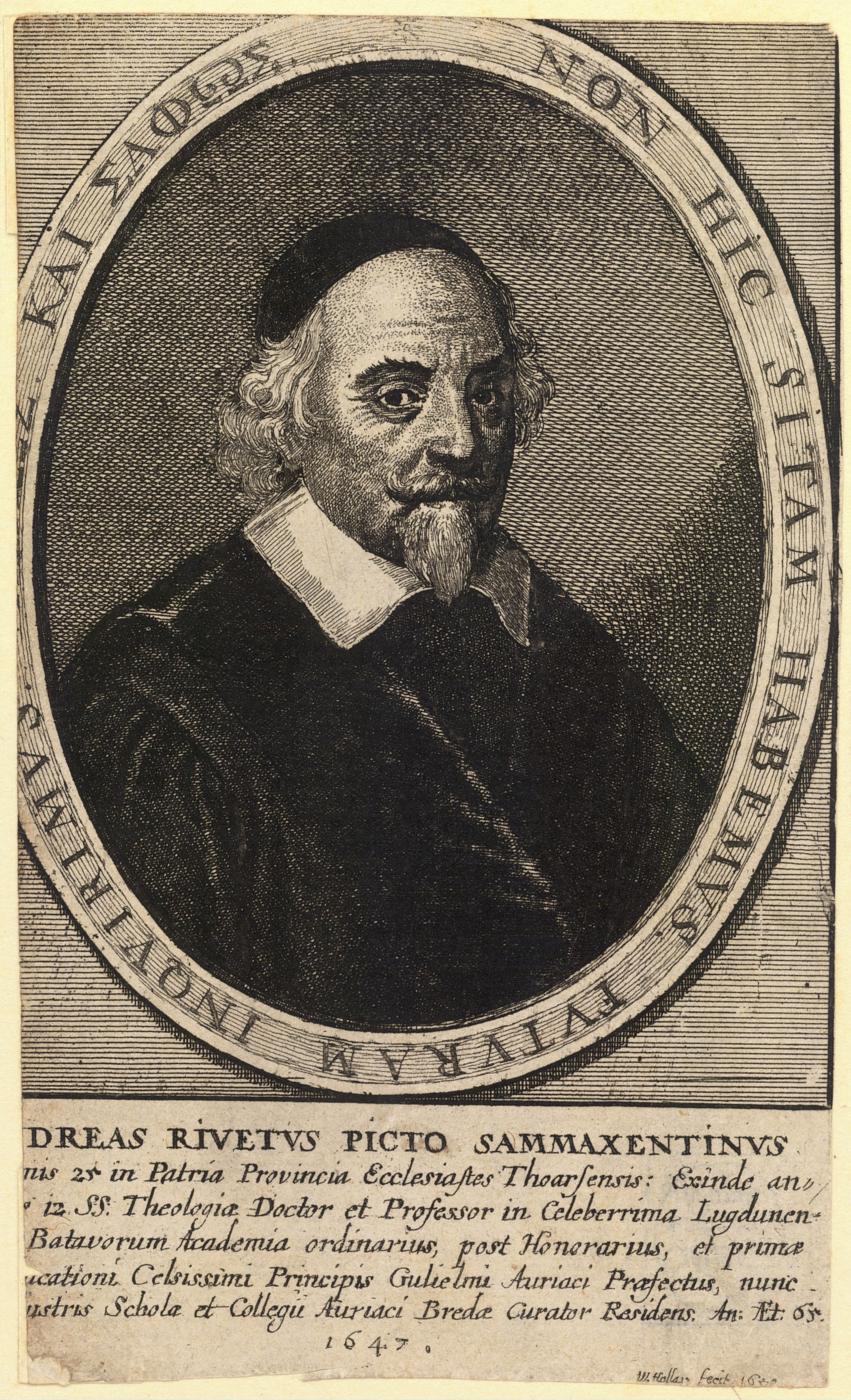
Gravure van André Rivet (1572–1651) door Wenceslas Hollar, 1647. Rivet sloot zijn prestigieuze loopbaan af als Rector van het curatorium in Breda.
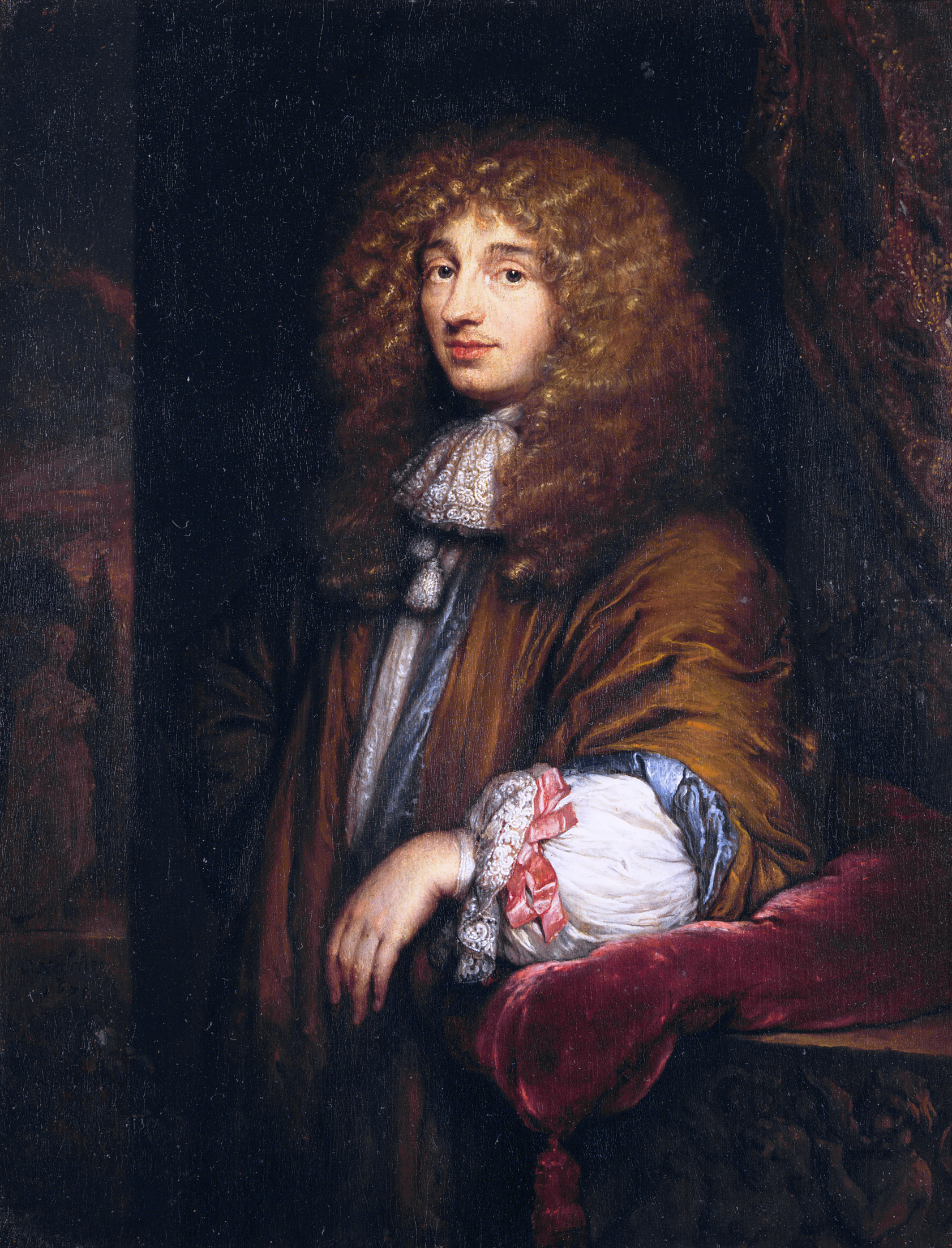
Portret van Christiaan Huygens door Caspar Netscher, 1671. Christiaan was met afstand de briljantste student die ooit aan de hogeschool te Breda stond ingeschreven.
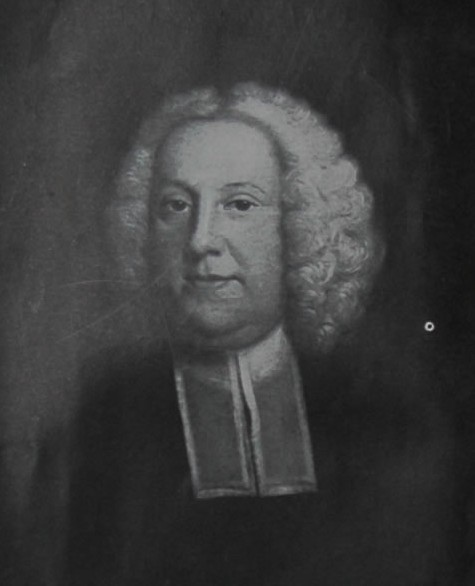
Portret van John Pell (1611-1685) door Godfrey Kneller (1646–1723). Pell, naar wie de pellgetallen zijn genoemd, later ook vermaard geraakt om een diofantische vergelijking, die ten onrechte zijn naam draagt (de vergelijking van Pell), verliet Breda in 1652.
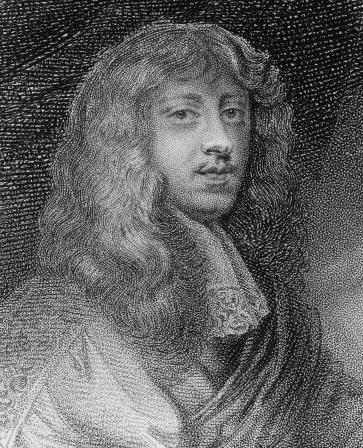
Portret van Philip Stanhope, the 2nd Earl of Chesterfield (1634-1713). Gravure naar een schilderij door Peter Lely (1618–1680).

Het elitaire karakter van het instituut alsmede de groeiende oriëntatie van de Oranjes op Engeland waren op verschillende wijzen zichtbaar. Wiskunde werd er tot 1652 gedoceerd door de Engelse professor John Pell (1611-1685), die sinds 1644 de leerstoel in Amsterdam had bekleed, maar nu op uitnodiging van de Prins van Oranje naar Breda kwam. Pell had hier onder zijn studenten ook Thomas Brereton
 en Philip Stanhope. Deze laatste was een zoon van Lady Stanhope en stiefzoon van de diplomaat Johan van den Kerckhove (Johan Polyander genaamd van den Kerckhoven, 1594-1660), Heer van Heenvliet en Sassenheim en Ruwaard van Putten, voorts jagermeester en luitenant-houtvester van Holland en West-Friesland, die een van de favorieten van de stadhouder was, en die naast Rivet en Huygens als derde hooggeplaatste ambtenaar het curatorium van het Oranjecollege vormde.

## Verloop
Ondanks de voortvarende start werd de school geen succes. Het aantal aanmeldingen viel tegen, hoewel er toch vrij veel buitenlandse studenten waren, met name uit Polen. Frederik Hendrik overleed op 14 maart 1647, nog geen half jaar na de opening van zijn Illustere School. Weer een jaar later, op 15 mei 1648, werd de Vrede van Münster gesloten tussen Spanje en de Republiek, waarmee aan de Tachtigjarige Oorlog een einde kwam, en de Republiek als soevereine staat erkend werd. De nieuwe stadhouder, Willem II, kwam echter al kort daarna te overlijden (6 november 1650). De verhoudingen in het landsbestuur gingen veranderen.
Begin 1651 kwam de rector van het Curatorium, André Rivet, te overlijden. Tegelijkertijd veranderde de positie van Constantijn Huygens. Met de intrede van het Stadhouderloze Tijdperk in 1651 was er minder werk voor Huygens als secretaris. Daarbij kreeg hij steeds minder waardering van de weduwe van Frederik Hendrik, Amalia van Solms. Dezelfde omstandigheden waren er mede debet aan, dat Huygens' briljante zoon Christiaan na een eerste gezantschapsreis naar Denemarken in 1649 afzag van een diplomatieke loopbaan, wat hem overigens niet slecht uitkwam. Hij wijdde zich verder aan de wetenschap, gefinancierd door een jaargeld van zijn vader.
De latere stadhouders toonden nauwelijks belangstelling voor deze hogeschool. Vanaf 1653 werd het programma versmald tot een theologische opleiding. Reeds na 23 jaar, in 1669, werd ook deze opgeheven.

## Komst van de Militaire Academie
Pas in 1826 zou Breda weer een instelling voor hoger onderwijs krijgen, doordat koning Willem I hier, en wel in het Kasteel van de Oranjes, de Koninklijke Militaire Academie vestigde, die in 1828 door prins Frederik der Nederlanden werd geopend. Tevens werd hierdoor de oude band tussen de stad en het huis Oranje opnieuw bevestigd.

## Literatuur

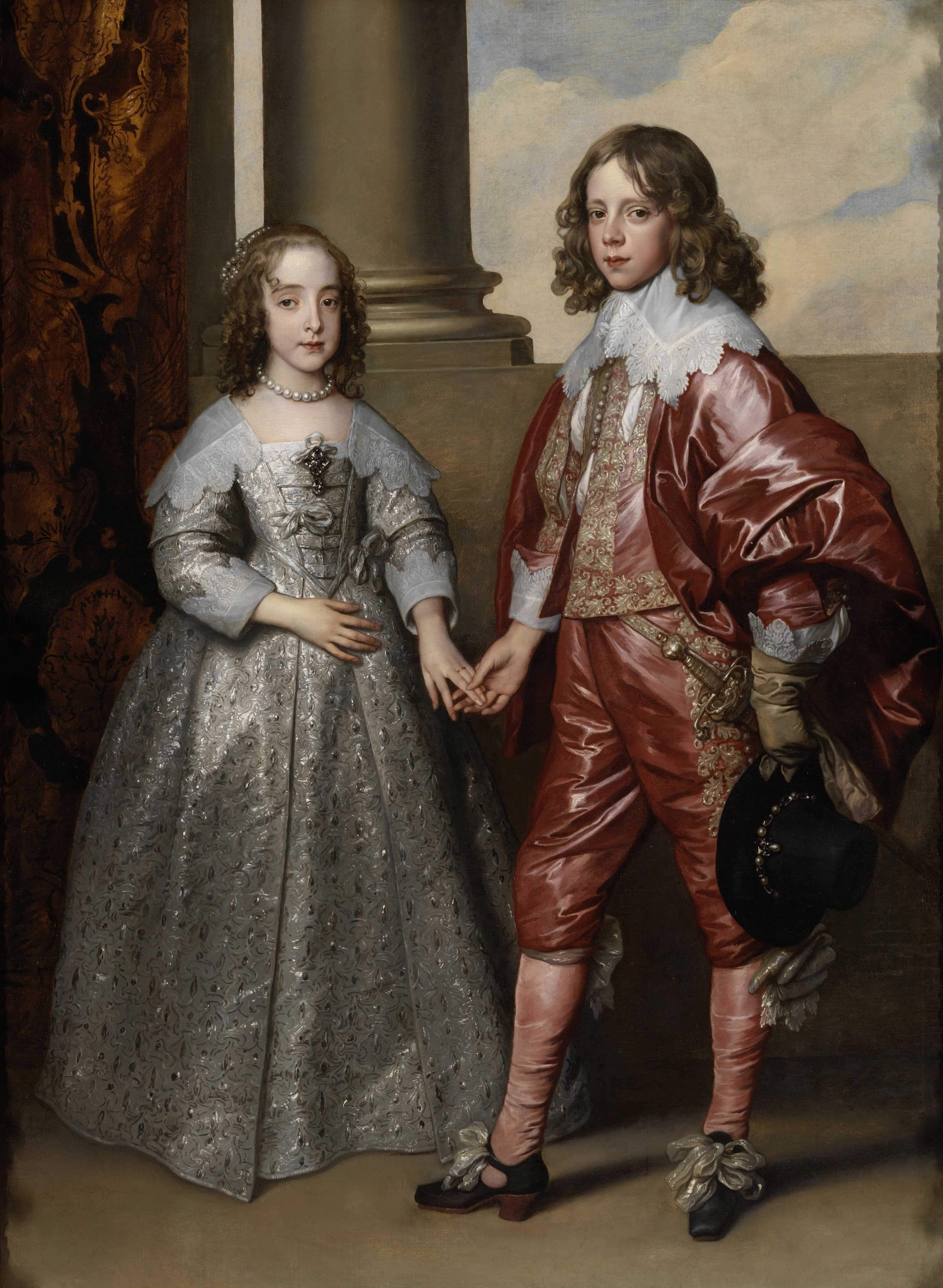
Bij noten en:
Frederik Hendriks zoon Willem II met zijn toekomstige bruid Mary, de dochter van de Engelse koning. Het huwelijk verhoogde het prestige van de stadhouders enorm.
Door Anthony van Dyck, 1641

### Secundaire referenties
- Travels in Holland, The United Provinces, England, Scotland, and Ireland, by Sir William Brereton, ed. Edward Hawkins, The Chetham Society, 1844.
- J.J. Poelhekke 1978, Frederik Hendrik Prins van Oranje. Een biografisch drieluik, Zutphen: De Walburg Pers, ook via .
- G. 't Hart 1949, Historische beschrijving der vrije en hoge heerlijkheden van Heenvliet. Met een inventaris en regentenlijst van het huisarchief der vrijheren van Heenvliet, in opdracht der Lamaison-Merula Stichting te Heenvliet, Den Helder: Drukkerij C. de Boer jr., pp. 207–219; ook op:  'X. Heenvliet onder de Heren Van den Kerckhoven'.
- 'John Pell', [biographical article] by J. J. O'Connor and E. F. Robertson, School of Mathematics and Statistics, University of St Andrews, Scotland, 2005 .
- Jonathan Israel 2008, De Republiek 1477-1806, Franeker: Van Wijnen.

## Bronnenmateriaal

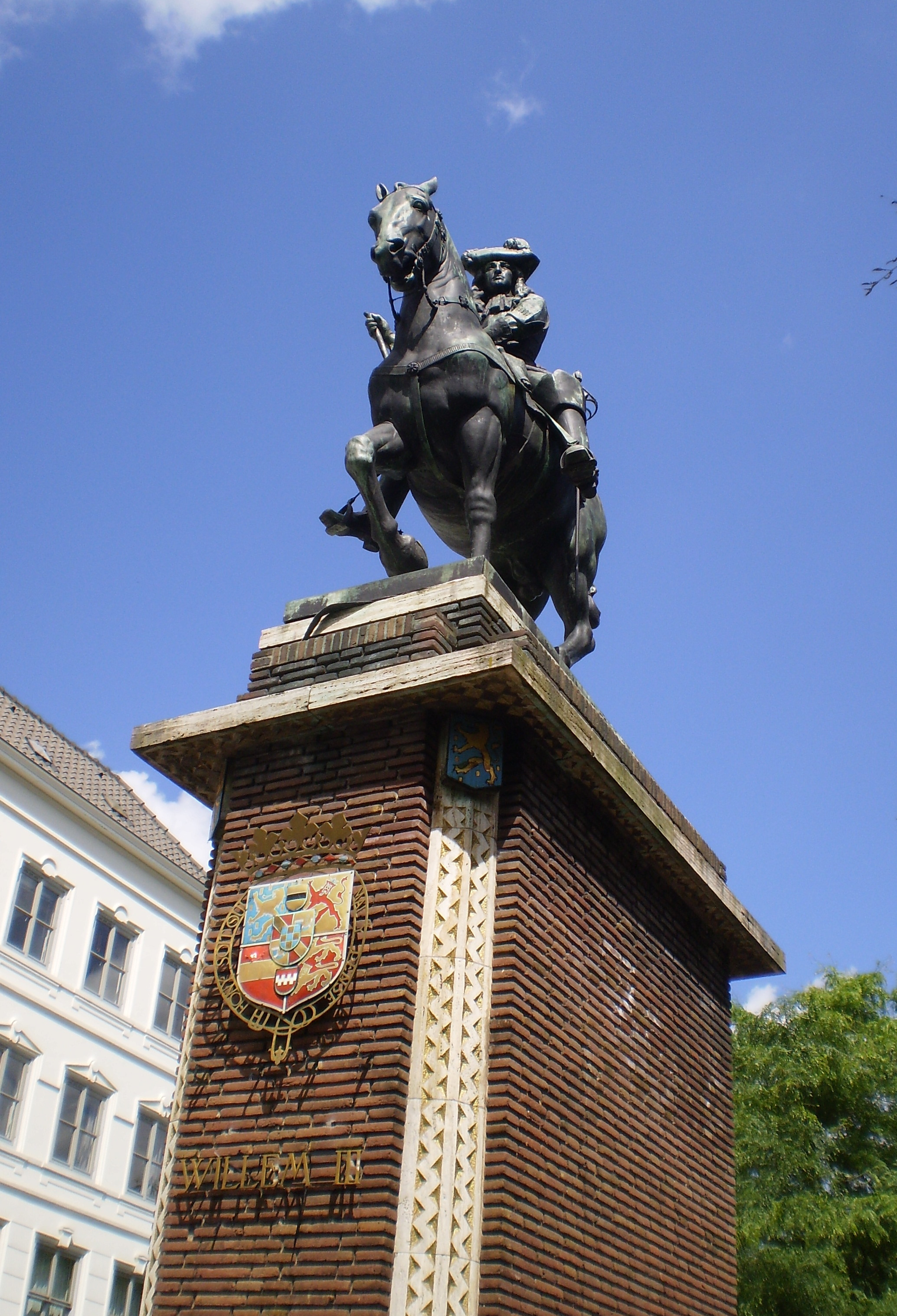
Bij noot:
Stadhouder-koning Willem III wordt in Breda bijzonder geëerd met een groot ruiterstandbeeld op het Kasteelplein